# Gleninagh Castle
Gleninagh Castle (irisch Caisleán Ghleann Eidhneach) ist ein Tower House mit L-förmigem Grundriss auf einem Hügel über der Galway Bay in der Nähe des Dorfes Gleninagh (irisch Gleann Eidhneach, dt. „Efeutal“) im äußersten Nordwesten des Burren im irischen County Clare. Die Burg gilt als „National Monument“.

## Geschichte
1544 verlehnte König Heinrich VIII. die Gemeinde Gleninagh an Richard Harding. 1629 gehörten die Ländereien von Gleninagh dem Bischofssitz Kilfenora.
Seit dem Beginn des 16. Jahrhunderts war die Burg eine Festung der O’Loughlins. 1570 gehörte sie James Lynch aus Galway. In den folgenden Jahrhunderten wechselte sie noch mehrmals den Besitzer, kam aber schließlich in die Familie zurück, die sie bis ungefähr 1840 nutzte. 1839 wird sie als in gutem Zustand beschrieben. Ein Besucher berichtete 1843, dass sie dem Besitzer, einem „Mr Blood“, als Scheune diente. Der obere Teil des Gebäudes wurde als Taubenhaus genutzt und war voller Tauben.

## Beschreibung

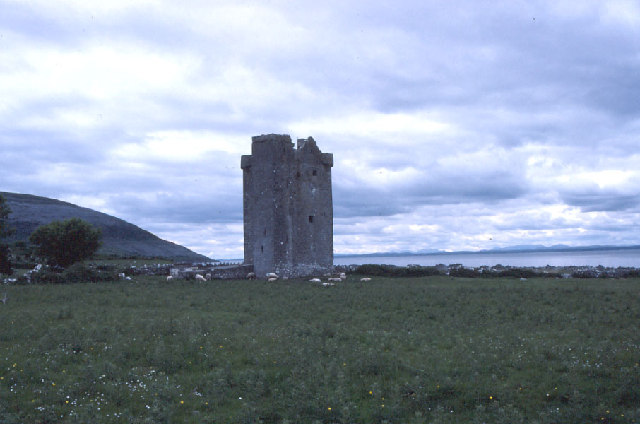
Gleninagh Castle von Südosten

Der Turm bedeckt eine Grundfläche von 9,7 Meter × 8,4 Meter. 1839 war er mit Stroh gedeckt.
Es gibt vier Stockwerke. Der einzelne Turm mit quadratischem Grundriss enthält eine Wendeltreppe. Der Eingang im Erdgeschoss des Türmchens wird durch ein Maschikuli weit darüber geschützt. An drei Ecken des Hauptturmes befinden sich Scharwachtürme.
Eine Reihe von Fensteröffnungen in der Endmauer wurden später zugemauert (vermutlich Ende des 16. oder Anfang des 17. Jahrhunderts), damit sie als offene Kamine dienen konnten.